# Sorbitolo
Il sorbitolo (o glucitolo) è l'alditolo del glucosio.
È presente nelle alghe rosse e in molte bacche e frutti come mele, pere, susine, ciliegie e sorbe da cui prende il nome. 
Il suo potere dolcificante è circa il 60% del saccarosio. Per le sue caratteristiche, è molto utilizzato nell'industria alimentare come dolcificante, stabilizzante e agente lievitante con il nome E420. 
Un notevole vantaggio dell'uso del sorbitolo come dolcificante è dovuto al fatto che i batteri che causano la carie tendenzialmente non riescono a utilizzarlo per il loro metabolismo.
Per la sua proprietà di trattenere acqua viene utilizzato per prevenire la disidratazione di alimenti esposti all'aria.
La sua assunzione non ha solitamente effetti collaterali, ma a dosi anche modeste (30 grammi) o in soggetti intolleranti può provocare diarrea. Il suo uso è, comunque, sconsigliato nei bambini di età inferiore a 1 anno di vita.  La verifica dell’intolleranza viene effettuata tramite test del respiro dopo assunzione di sorbitolo e ha una durata di circa 4 ore.
Il sorbitolo viene trasformato, nell'organismo umano, in monosaccaridi (soprattutto fruttosio). 
Può essere sintetizzato in laboratorio per riduzione del glucosio con tetraidroborato di sodio, mentre industrialmente viene ridotto per idrogenazione ad alte pressioni o per via elettrochimica.
Tramite reazione di disidratazione del sorbitolo, con conseguente formazione di un anello furanosico, si ha la produzione del sorbitano, composto dal quale si ottiene una serie di emulsionanti che trovano svariati utilizzi.